# Actinote zikani
Espèce
Actinote zikani est une espèce d'insectes lépidoptères de la famille des Nymphalidae, de la sous-famille des Heliconiinae et du genre Actinote, endémique du Brésil.
Son habitat-type est la forêt atlantique brésilienne à 1 000 mètres d'altitude environ, dans la Serra do Mar.
Considérée comme disparue après 1981, l'espèce a été redécouverte en 1991 dans l'État de São Paulo, au sud-est du pays. l'espèce a été déclarée comme en danger critique d'extinction par le ministère de l'Environnement du Brésil et figure sur la liste des 100 espèces les plus menacées au monde publiée par l'Union internationale pour la conservation de la nature en septembre 2012.

## Taxinomie
Entre 1941 et 1942, le naturaliste Romualdo Ferreira d'Almeida collecte une dizaine de spécimens d'une espèce du genre Actinote à la station biologique de Boracéia à Salesópolis dans l'État de São Paulo au Brésil et les attribue par erreur à Actinote morio. D'après les remarques du naturaliste J.F. Zikan, d'Almeida corrige son erreur et attribue les spécimens à Actinote zikani dont il définit les caractéristiques en 1951 (d'Almeida, 1951) à partir des spécimens qu'il a collectés et d'un mâle rapporté par Roberto Spitz d'Alto da Serra de Santos.

## Description
Actinote zikani est un papillon au corps fin, aux ailes allongées et arrondies de couleur marron avec aux ailes antérieures une ornementation de taches jaunes formant une bande séparant l'apex.

## Biologie

### Comportement en vol
L'activité d'Actinote zikani est variable et dépend notamment des conditions météorologiques. Elle commencerait à 8 h chaque matin, au moment où le soleil éclaire la cime des arbres de la forêt. Le papillon commence par battre des ailes pour les chauffer face au soleil avant de s'envoler. L'activité en vol semble diminuer dès que le soleil se voile. Le pic d'activité se situe vers 8h30 et 9 h le matin.
Les mâles volent à plus de deux mètres du sol le long de la route où ils ont été observés, voire au-dessus de la canopée en forêt. Ils attaquent tout insecte situé à moins d'un mètre d'eux avant de s'élever très rapidement ou d'effectuer un long vol rectiligne de plus de 100 mètres. Les mâles de petite taille ont été observés en train d'attaquer une autre espèce de lépidoptères Morpho hercules.

### Plantes hôtes
La plante hôte de la chenille seraient l'une des seize espèces d'Asteraceae découvertes lors des prospections effectuées dans la Serra do Mar, notamment des lianes grimpantes du genre Mikania, notamment Mikania obsoleta.

## Distribution et habitat

### Distribution

Carte de distribution d'Actinote zikani.

Actinote zikani est connu uniquement au Brésil. La seule zone de répartition connue concerne une région de l'État de São Paulo, entre les villes de Salesópolis et Paranapiacaba autour d'Alto da Serra de Santos, Paranapiacaba et Estação Biológica de Boracéia. L'espèce est aussi mentionnée plus anciennement dans le sud de l'État de Minas Gerais par son inventeur, d'Almeida et un spécimen mâle du genre Actinote à l'ornementation circulaire blanchâtre a été observé à Penedo dans l'État de Rio de Janeiro dans les collines basses de la Serra do Itatiaia, mais sans certitude quant à son appartenance à l'espèce.

### Habitat
L'habitat-type dans lequel l'espèce est redécouverte en 1991 est constitué de la dans la forêt atlantique brésilienne. L'environnement végétal est principalement constitué de bambous et d'espèces du genre Tibouchina. Le tige et le tronc de la plupart des plantes sont couverts de mousses épiphytes et de fougères et seize espèces de la famille des Asteraceae recensées à proximité pourraient être, pour certaines d'entre elles, les plantes-hôtes de la larve d'Actinote zikani.

## Disparition et redécouverte
Alors que l'espèce est décrite en 1951 sur la base d'un petit nombre de spécimens découverts dix ans plus tôt, des recherches effectuées entre 1985 et 1990 sur le terrain pour recenser de nouveaux spécimens dans l'habitat-type en avril-mai et novembre-décembre se révèlent un échec. La seule preuve d'existence de l'espèce serait une spécimen mâle observé par Keith Brown en 1981 au bord de la route d'une forêt humide à 1 000 mètres d'altitude entre Tapiraí à Sorocaba dans le sud de l'État. Considérée dès lors comme éteinte, l'espèce est de nouveau observée le 16 mars 1991 au sommet de la Serra do Mar à 20 kilomètres au nord-est de la ville de Santos dans l'État de São Paulo lors d'une visite de routine effectuée par Roberto Bastos Francini et André Victor Lucci Freitas. L'espèce est de nouveau décrite et fait l'objet d'un article publié par Francini, Freitas et Brown dans le Journal of the Lepidopterists' Society en 2005. Les spécimens sont découverts dans la municipalité de Santo André (État de São Paulo) à proximité de la ville de Paranapiacaba le long d'une route pavée de blocs de béton de 2,5 kilomètres d'orientation sud-ouest/nord-est qui suit la chaîne de montagne entre deux tours de télécommunications sur les sommets de la Serra do Mar à 1 200 mètres d'altitude.
Plus de 160 heures d'observation ont été effectuées jusqu'en 2004 à proximité de Paranapiacaba et des spécimens ont été collectés à des fins d'études morphologiques puis marqués à l'aide d'un petit cercle de papier imperméable puis relâchés. Cette méthode de marquage a par ailleurs été utilisée avec succès, notamment sur Actinote pellenea et Actinote mamita.

### Protection
Dès 1981 et au vu de la rareté de l'espèce, Brown propose d'ajouter A. zikani à la liste des espèces menacées d'extinction au Brésil. L'espèce est déclarée en danger critique d'extinction par le secrétariat à l'Environnement (1998) et le ministère de l'Environnement du Brésil (2003).
Actinote zikani a été inclus par l'UICN dans la liste des 100 espèces les plus menacées.

## Sources
(en) Collectif, Rediscovery of Actinote zikani (D'Almeida) (Nymphalidae, Heliconiinae, Acraeini) : Natural histroy, population biology and conservation of an endangered butterly in SE Brazil op. cit. 
1. 1 2 3 4 5 6  p. 134
2. 1 2 3 4 5 6 7 8 9 10  p. 136
3. 1 2 3  p. 135